# Trilogia prequela de Star Wars
A Trilogia Prequela de Star Wars, conhecida também como Prequela, é uma série de filmes de ficção científica escrita e dirigida por George Lucas. Esta trilogia que integra o universo cinematográfico de Star Wars foi produzida pela Lucasfilm e distribuída comercialmente pela 20th Century Fox entre 1999 e 2005. Os eventos narrados nesta trilogia antecedem à trama retratada na chamada "Trilogia Original" (1977 - 1983), tornando-a o primeiro ato da "Saga Skywalker" apesar de ser a segunda seção da franquia realizada.
Lucas havia planejado um trilogia retroativa antes mesmo do lançamento do primeiro filme, em 1977, mas cancelou o projeto em 1981 após o lançamento de The Empire Strikes Back. Os planos só seriam retomados no fim da década de 1990, quando a tecnologia havia avançado de forma que permitisse maiores efeitos visuais. O lançamento desta trilogia, em 1999, marcou o retorno de Lucas como diretor após um hiato de décadas desde a realização do primeiro filme da saga. 
A Trilogia compreende os filmes: Episode I – The Phantom Menace (1999), Episode II – Attack of the Clones (2002) e Episode III – Revenge of the Sith (2005). Os eventos destes filmes narram o treinamento do poderoso jovem Anakin Skywalker (pai biológico de Luke Skywalker e Leia Organa, protagonistas da Trilogia Original) como Jedi sob a tutela dos mestres Obi-Wan Kenobi e Yoda e sua eventual passagem para o Lado Sombrio da Força. A Trilogia também retrata a corrupção e fragmentação da República Galáctica, o enfraquecimento dos ideais da Ordem Jedi e a ascensão do Império Galáctico. Os primeiros dois filmes receberam avaliações mistas pela crítica enquanto o terceiro filme foi amplamente elogiado.

## Antecedentes

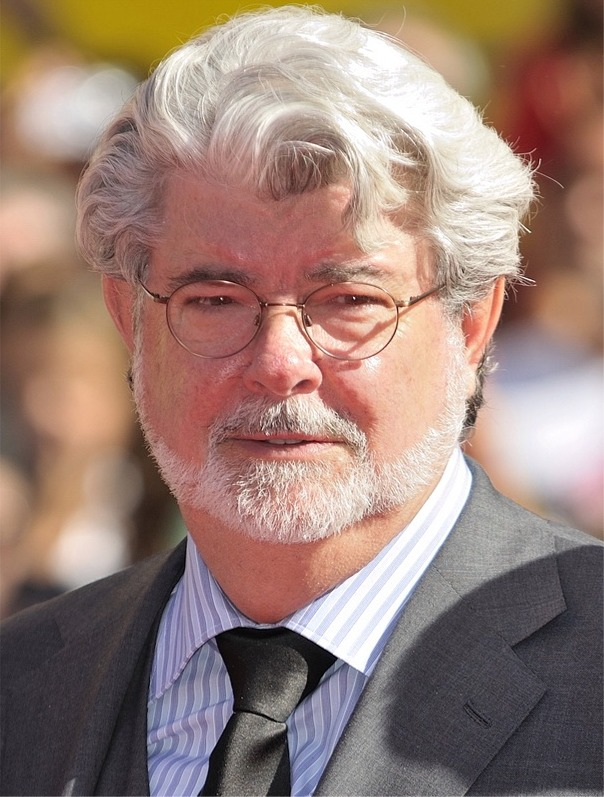
A "Trilogia Prequela" (1999-2005) marcou o retorno de George Lucas como diretor após um hiato de mais de duas décadas.

Segundo Gary Kurtz, produtor dos filmes da Trilogia Original, George Lucas tinha planos remotos sobre uma futura trilogia dentro do mesmo universo de filmes já na década de 1980. No entanto, o cineasta teria desistido devido às dificuldades em rodar o primeiro filme e a pressão de sua esposa, Marcia Lucas, para que ele se dedicasse a outros projetos. Contudo, os avanços tecnológicos no fim da década de 1980 e 1990, incluindo a possibilidade de criar imagem gerada por computador (CGI), inspiraram Lucas a reconsiderar uma nova sequência de filmes; Em 1989, Lucas afirmou que rodar uma nova trilogia na época seria "inacreditavelmente caro". Anos mais tarde, após conferir um teste de CGI criado pela Industrial Light & Magic para Jurassic Park, o diretor afirmou: 
Fizemos um teste para Steven Spielberg; e quando o colocamos na tela vieram lágrimas nos meus olhos. Foi como um daqueles momentos na história, como a invenção da lâmpada ou a primeira chamada telefônica. Uma barreira enorme havia sido cruzada e as coisas jamais seriam as mesmas.
Em 1992, Lucas assumiu ter planos de rodar uma nova trilogia. No ano seguinte, a ideia foi reafirmada numa entrevista do cineasta à revista Variety. O produtor Rick McCallum entrou em contato com Frank Darabont, que havia escrito The Young Indiana Jones Chronicles e o premiado drama The Shawshank Redemption (1994), para possíveis parcerias. McCallum foi considerado um possível nome para o roteiro dos filmes até pelo menos 1995, mas Lucas continuou escrevendo o roteiro principal da trilogia sozinho. Antes de Lucas optar por dirigir os filmes, Richard Marquand (que havia dirigido Return of the Jedi) foi considerado para a direção até sua morte em 1987.
Durante o hiato de lançamento desde o último filme da franquia em 1983, o público foi fidelizado por produções midiática, literárias e televisivas envolvendo personagens do universo estendido da saga. Em 1997, os filmes da trilogia original foram relançados com modificações visuais e estéticas que os aproximavam do contexto da então futura trilogia prequela. 

## Filmes
Em meio a uma grande expectativa por parte dos admiradoras da franquia, The Phantom Menace foi lançado em 19 de maio de 1999. O filme retrata o primeiro contato de Anakin Skywalker com a Ordem Jedi e a corrupção do Senado Galáctico sob a influência de Palpatine. O segundo filme, Attack of the Clones, foi lançado em 16 de maio de 2002. O enredo avança uma década e agora Skywalker - padawan de Kenobi - vive um romance secreto em meio ao caos das Guerras Clônicas. A Trilogia assume um tom mais dramático e é concluída por Revenge of the Sith, o primeiro filme da franquia de classificação acima de 13 anos de idade, lançado em 19 de maio de 2005. Este último filme retrata a queda de Skywalker e a perseguição dos Jedi pelo Lado Sombrio da Força.
| Título original                              | Lançamento         | Direção      | Roteiro                     | Produção      | Distribuição                                                     |
| -------------------------------------------- | ------------------ | ------------ | --------------------------- | ------------- | ---------------------------------------------------------------- |
| Star Wars: Episode I – The Phantom Menace    | 19 de maio de 1999 | George Lucas | George Lucas                | Rick McCallum | 20th Century Fox (1999-2020) Walt Disney Studios Motion Pictures |
| Star Wars: Episode II – Attack of the Clones | 16 de maio de 2002 | George Lucas | George Lucas Jonathan Hales | Rick McCallum | 20th Century Fox (1999-2020) Walt Disney Studios Motion Pictures |
| Star Wars: Episode III – Revenge of the Sith | 19 de maio de 2005 | George Lucas | George Lucas                | Rick McCallum | 20th Century Fox (1999-2020) Walt Disney Studios Motion Pictures |

### The Phantom Menace(1999)
Mais de trinta anos antes dos eventos do filme original, dois cavaleiros Jedi — Qui-Gon Jinn e seu padawan Obi-Wan Kenobi — descobrem que a corrupta Federação de Comércio formou um bloqueio em torno do planeta Naboo. Palpatine, senador do planeta, planeja assumir poderes cada vez maiores em meio à iminente crise política. Os Jedi Qui-Gon e Kenobi chegam ao planeta Tatooine para reparar sua nave e encontram o escravo Anakin Skywalker, a quem acreditam ser "O Escolhido".
A Trilogia Prequela foi planejada originalmente para preencher lacunas narrativas da Trilogia Original, mas Lucas percebeu que poderia compor a primeira metade da história de Anakin. Esta decisão transformou a série de filmes em uma saga isolada dentro da franquia. Em 1994, Lucas havia começado a escrever o roteiro de uma primeiro filme de uma nova trilogia. Após a estreia de The Phantom Menace, o cineasta assumiu a direção dos dois filmes restantes. 

### Attack of the Clones(2002)
Uma década após os eventos do filme anterior, a senadora Padmé Amidala sofre um atentado contra sua vida. O Cavaleiro Jedi Obi-Wan Kenobi e seu padawan, Anakin, são enviados para protegê-la. Enquanto Obi-Wan procura o assassino, Anakin e Padmé se aproximam. Simultaneamente, o Chanceler Palpatine planeja iniciar as Guerras Clônicas com um exército de droides construído secretamente para a República. 
O primeiro esboço do filme foi concluído semanas antes do início das filmagens e Lucas contratou Jonathan Hales, roteirista de The Young Indiana Jones Chronicles, para aprimorá-lo. Indeciso sobre o título, Lucas nomeou o filme como Jar Jar's Great Adventure. Enquanto escrevia The Empire Strikes Back, Lucas havia concebido Lando Calrissian como um clone de um planeta remoto mencionado no primeiro filme. No entanto, a ideia evoluiu para um grande exército de clones que atacaria a República e os Jedi.

### Revenge of the Sith(2005)
Já em três anos de Guerras Clônicas, Anakin Skywalker está desiludido com a Ordem Jedi enquanto é atormentado por visões da morte de Padmé Amidala. Palpatine convence Anakin que o Lado Sombrio pode oferecer maior poder e salvar a vida de sua amada. Desesperado, o jovem Jedi abandona a Ordem e torna-se aprendiz de Darth Sidious. Com a maior parte de seus líderes executados, a Ordem Jedi é destituída e o Império Galáctico proclamado. 
O terceiro filme da trilogia passou a ser produzido antes do segundo filme, incluindo uma cena que foi rodada durante a produção do filme anterior. Lucas originalmente desejava que o filme tivesse início com um cenário de guerra e incluindo uma cena em que Palpatine revela ter forjado Anakin através da Força. Entretanto, o enredo foi alterado e o filme se inicia com Anakin executando Conde Dookan o que abre caminho para sua aproximação de Palpatine e do Lado Sombrio. Após a conclusão das filmagens em 2003, Lucas modificou novamente o enredo reescrevendo o arco narrativo de Skywalker para explorar mais sua relação amorosa com Padmé Amidala e sua queda ao Lado Sombrio. 

## Temática

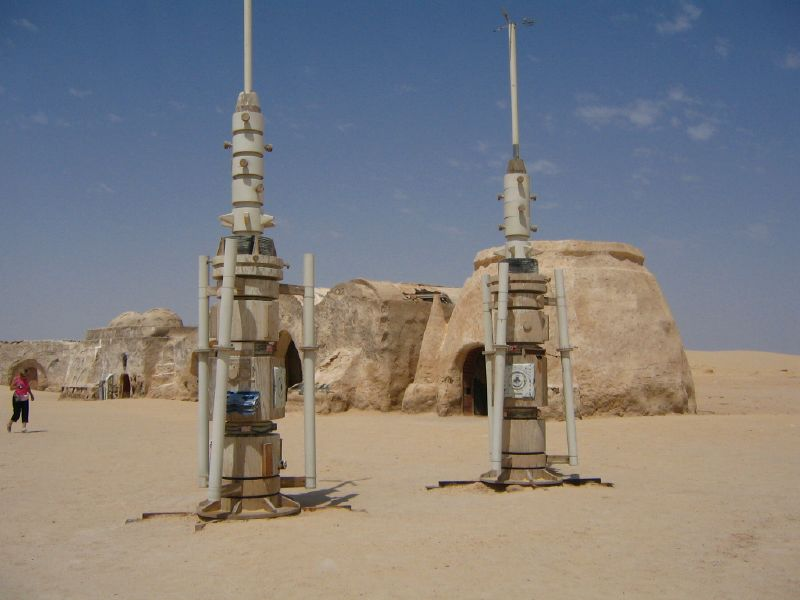
Elementos do cenário de The Phantom Menace (1999) na região desértica de Tozeur, Tunísia. O local foi filmado para representar as cenas em Tatooine, terra natal de Anakin Skywalker.

Lucas teve um esforço consciente em harmonizar as cenas e diálogos entre as trilogias Prequela e Original, especialmente no que se refere à jornada de Skywalker na Prequela e de seu filho Luke nos primeiros filmes lançados. Juntamente com a Trilogia Original, Lucas se refere aos seis primeiros filmes da saga como "a tragédia de Darth Vader". Após a estreia de The Phantom Menace, em 1999, os filmes anteriores passaram a ser comercializados com os títulos Episode IV, V e VI e os respectivos subtítulos A New Hope, The Empire Strikes Back e Return of the Jedi.
Os filmes da Trilogia Prequela possuem diversas referências ao cristianismo, como a aparência de Darth Maul cujo design é fortemente baseado nas representações históricas do diabo cristão. Esta parte da saga também evoca a narrativa cristã sobre o Messias; Anakin Skywalker é retratado como "o Escolhido" que trará equilíbrio à Força e paz à galáxia. Contudo, ao contrário de Jesus, Anakin cede ao Lado Sombrio e falha em cumprir sua missão (pelo menos, até o desenrolar da trama em Return of the Jedi). A saga também parece ter sido fortemente influenciada pela temática grega do monomito.
A Trilogia Prequela apresenta diversos cenários que não havia sido explorados nos filmes anteriores, como o cotidiano e funcionamento do Alto Conselho Jedi, o treinamento de novos padawans, as atividades internas do Senado Galáctico e as transações políticas da República. Os dois últimos filmes da trilogia também abordam muito mais especificamente as relações emocionais entre os personagens, através principalmente do romance entre Anakin e Padmé e os embates entre Anakin e Kenobi. Alguns personagens que também figuram na Trilogia Original são apresentados de forma mais madura, como é o caso de Yoda - que na Trilogia Prequela é retratado de forma mais consistente e com diálogos mais complexos. 
O primeiro filme, The Phantom Menace, se ambienta quase que totalmente no planeta Tatooine, terra natal dos Skywalker. O planeta remoto desértico é palco de uma série de corridas ilegais e abriga um comércio de escravos que mantém a base econômica e social da galáxia e, portanto, este filme aborda também as relações complexas do cotidiano de um escravo e os anseios e ideais de liberdade.  
Attack of the Clones se apresenta como um filme de ação e aventura com menos carga dramática em relação aos dois demais filmes. Neste, o cenário cotidiano urbano e a diversidade de culturas e idiomas dos povos da galáxia são demonstrados. Por diversas vezes, os personagens realizam viagens interplanetárias e fazem contatos com outros povos. O filme acaba por introduzir também por explicar a origem de Boba Fett - personagem icônico da Trilogia Original - e apresentar ao público o Senador Bail Organa - pai adotivo de Leia Organa e que foi constantemente citado no primeiro filme da saga. 
O terceiro filme da trilogia, Revenge of the Sith, diverge dos demais filmes com um cenário inteiramente dramático. Pode ser observado como um filme de drama de guerra uma vez que a maior parte das cenas aborda negociações políticas e estratégias militares e confrontos entre as tropas de clones da República e os droides separatistas. Este filme encerra o arco narrativo da "queda de Skywalker" e apresenta personagens que seriam mais explorados em outras mídias da franquia como as Mestras Jedi Aayla Secura e Shaak Ti (que protagonizariam a série animada The Clone Wars e diversos jogos eletrônicos).